# Корзуновка
Ко́рзуновка (рос. Корзуновка) — присілок у складі Ачитського міського округу Свердловської області.
Населення — 301 особа (2010, 296 у 2002).
Національний склад станом на 2002 рік: росіяни — 94 %.